# Rommersheim (Wörrstadt)

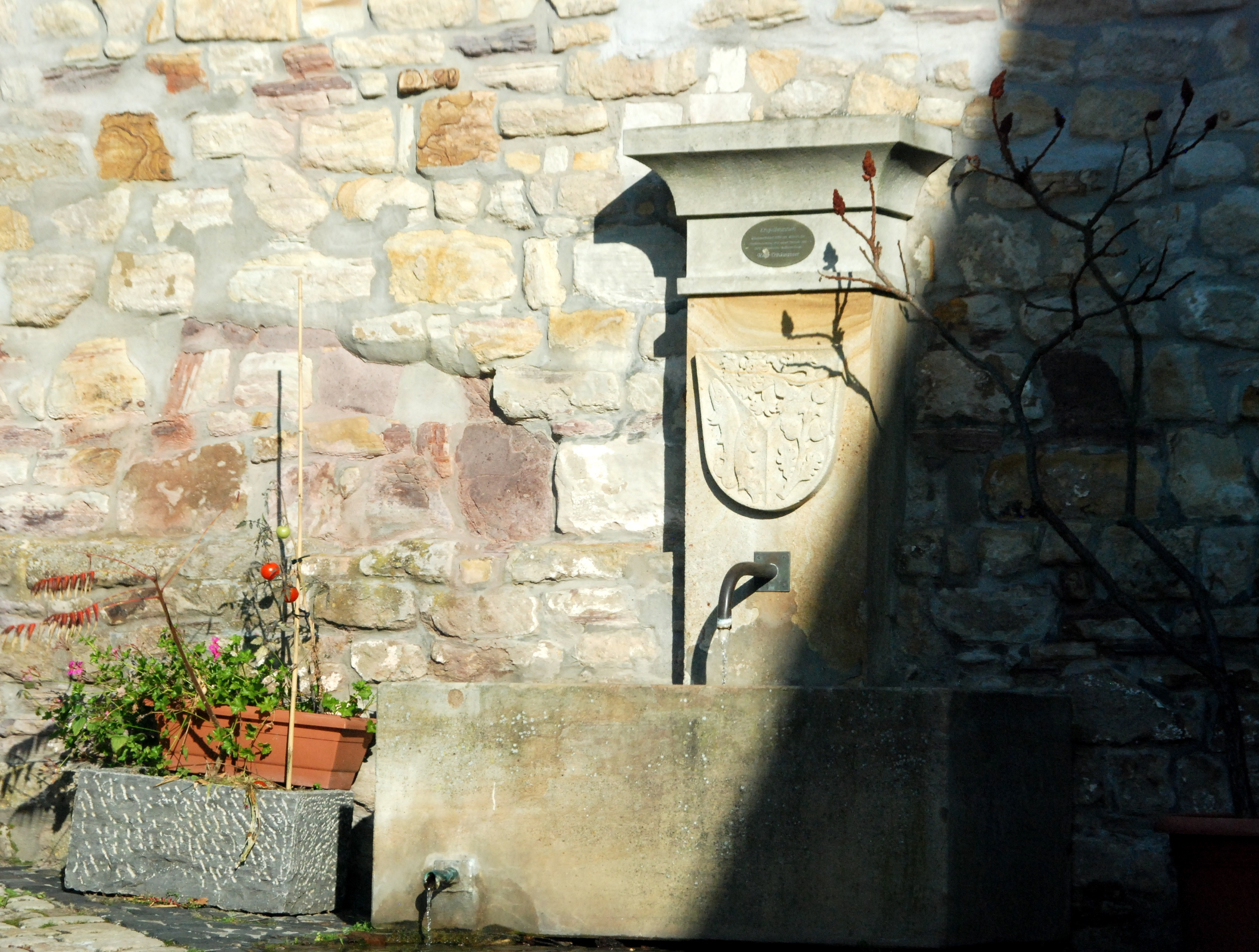
Historisches steinernes Wappen von Eichloch, dem jetzigen Rommersheim (Wörrstadt)

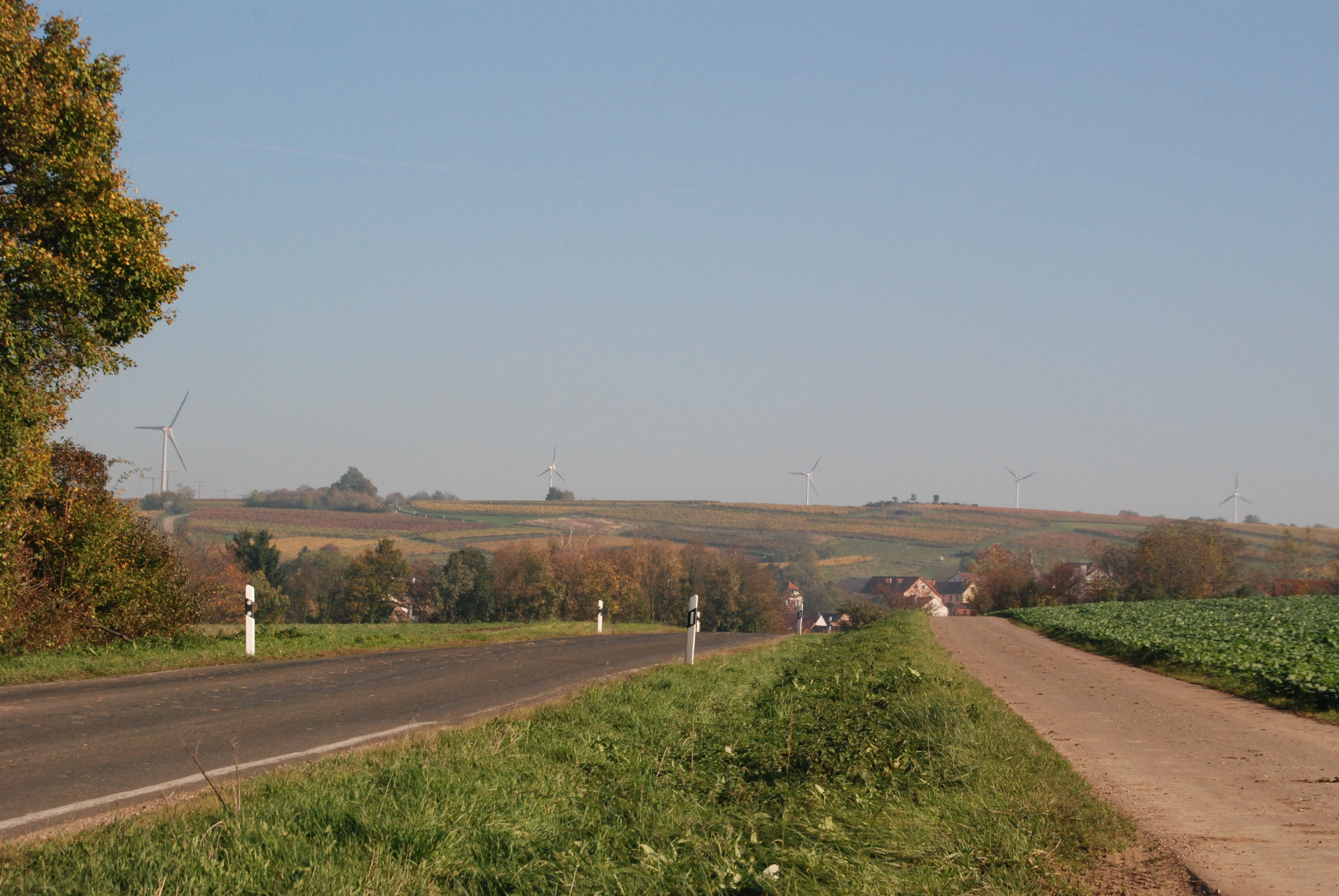
Blick auf Rommersheim (Wörrstadt)

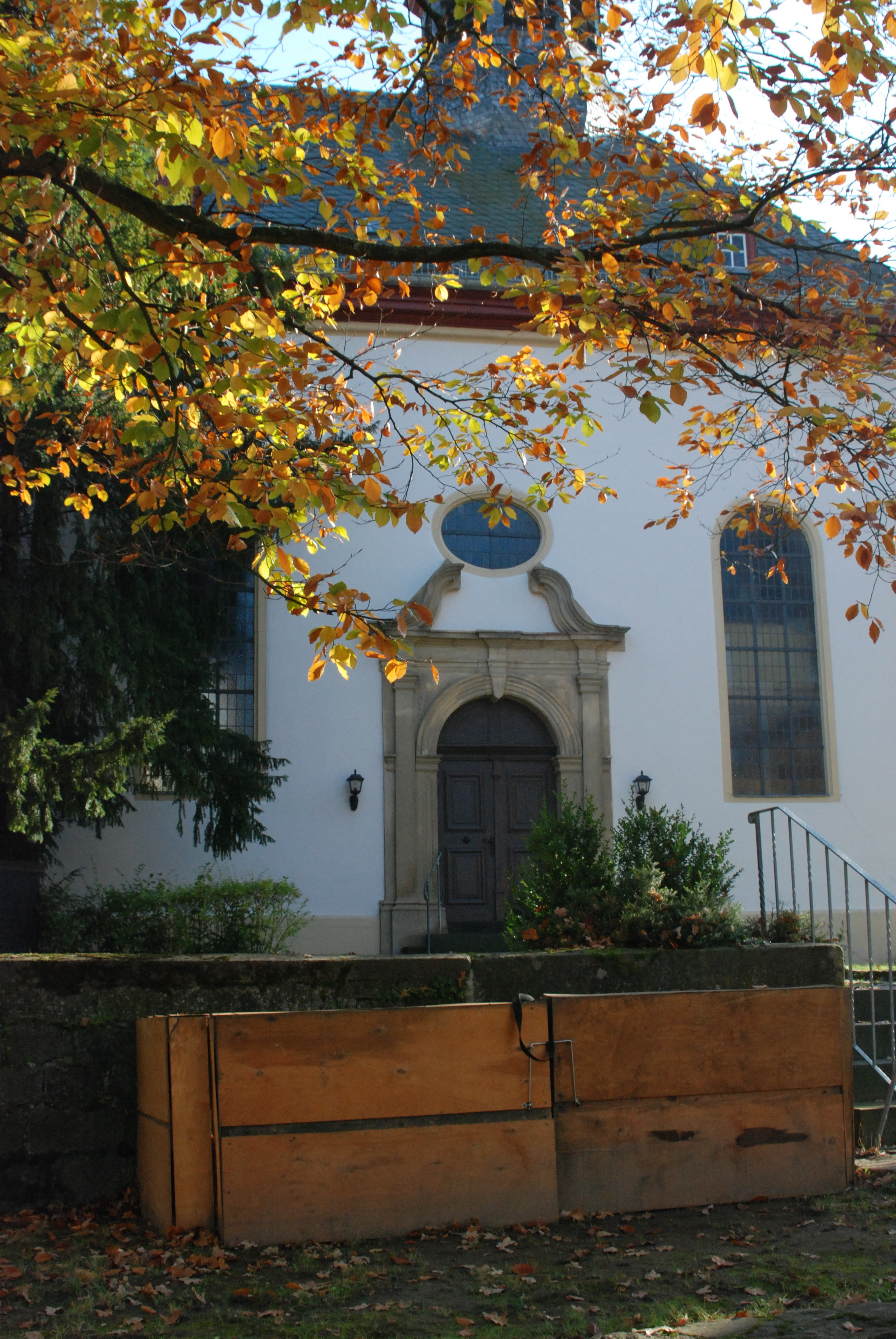
Evangelische Kirche von Rommersheim (Wörrstadt), erbaut 1733–51

Rommersheim (bis 1931 Eichloch) ist ein Stadtteil von Wörrstadt im Landkreis Alzey-Worms in Rheinland-Pfalz.

## Geographie
Rommersheim liegt in einem Tal südwestlich der Kernstadt Wörrstadts in Rheinhessen. In Ortsnähe entspringt der Rommersheimer Bach.
Schimsheim ist eine direkte Nachbargemeinde von Rommersheim.

## Geschichte
Der Ort Eichloch wurde erstmals 824 urkundlich erwähnt.
In der Nähe lag im Mittelalter der Ort Rumersheim, der 1193 und 1273 in Tausch- bzw. Kaufurkunden zwischen dem Kloster Altmünster und Angehörigen der Adelsfamilie von Stein, später von Lewenstein erwähnt wurde. Heute gibt es nur noch die nach dem Dorf benannte Rommersheimer Mühle 150 m nordwestlich der Bahnstrecke Alzey–Mainz am Neuborner Bach; die Lage des ursprünglichen Rommersheim ist nicht genau bekannt.
Am 15. Januar 1931 wurde die Gemeinde Eichloch nach der genannten Wüstung in Rommersheim umbenannt, um die dialektbedingte Aussprache der Einwohner als „Eichlöcher“ zu vermeiden. Am 7. November 1970 wurde die bis dahin selbständige Gemeinde Rommersheim mit damals 432 Einwohnern nach Wörrstadt eingemeindet.

## Politik

### Ortsbeirat
Rommersheim ist als Ortsbezirk ausgewiesen und besitzt deswegen einen Ortsbeirat und einen Ortsvorsteher.
Der Ortsbeirat besteht aus fünf Ortsbeiratsmitgliedern. Bei der Kommunalwahl am 9. Juni 2024 wurden die Beiratsmitglieder in einer personalisierten Verhältniswahl gewählt. Die Sitzverteilung im Ortsbeirat:
| Wahl | SPD | CDU | Grüne | FWG | WGC | BfW | WGS | Gesamt  |
| ---- | --- | --- | ----- | --- | --- | --- | --- | ------- |
| 2024 | 2   | –   | 1     | 2   | –   | –   | –   | 5 Sitze |
| 2019 | –   | –   | 1     | 1   | –   | –   | 3   | 5 Sitze |
| 2014 | –   | 1   | 2     | 1   | 1   | –   | –   | 5 Sitze |
| 2009 | 1   | 1   | 1     | –   | 1   | 1   | –   | 5 Sitze |

- FWG = Freie Wählergruppe Wörrstadt e. V.
- WGC = Wählergruppe Dr. Carjell
- BfW = Bürger für Wörrstadt e. V.
- WGS = Wählergruppe Schäfer

### Ortsvorsteher
Timo Philippi (SPD) wurde am 11. Juli 2024 Ortsvorsteher von Rommersheim. Bei der Direktwahl am 9. Juni 2024 war er als einziger Bewerber mit einem Stimmenanteil von 80,3 % für fünf Jahre gewählt worden.
Philippis Vorgänger Jürgen Schäfer war bei der Wahl am 26. Mai 2019 mit einem Stimmenanteil von 81,62 % gewählt worden und war damit Nachfolger von Wolfgang Gfrörer, der nicht mehr für dieses Amt kandidiert hatte.

### Wappen
| Wappen von Rommersheim | Blasonierung: „Im Deichselschnitt geteilt; oben in Gold (Gelb) ein silbern (weiß) gekrönter roter Löwe, vorn in Rot zwei rechts- und linkshin gewendete silberne (weiße) Salme (Lachse) und hinten in Silber (Weiß) ein aufrechter grüner zweiblättriger Eichenzweig mit drei Eicheln.“ |
| Wappen von Rommersheim | Wappenbegründung: Der Löwe entstammt dem Wappen der Wildgrafen von Dhaun, die Salme dem der Fürsten von Salm-Salm, wie sich die Wild- und Rheingrafen später nannten und der Eichenzweig steht „redend“ für den früheren Ortsnamen Eichloch.                                            |

## Bauwerke
Im Nachrichtlichen Verzeichnis der Kulturdenkmäler Rheinland-Pfalz für den Landkreis Alzey-Worms der Generaldirektion Kulturelles Erbe wurden folgende Bauwerke und Denkmäler aus Rommersheim aufgenommen:
- Am Rathaus 4: Evangelische Kirche, Saalbau, zwischen 1733 und 1751 erbaut
- Am Rathaus 2: ehemaliges Rathaus, Fachwerkbau, teilweise massiv, Hallenerdgeschoss, um 1600, Veränderung 18. Jahrhundert
- Hauptstraße 11: Hakenhof; barockes Fachwerkhaus, teilweise massiv, um 1700
- Hauptstraße 23: barockes Fachwerkhaus, teilweise massiv, 18. Jahrhundert
- Hauptstraße 30/32: barockes Fachwerkhaus, teilweise massiv, 17./18. Jahrhundert, eingeschossiger Anbau wohl 19. Jahrhundert
- Kegelbahnstraße 1: spätbarockes Fachwerkhaus, teilweise massiv, Krüppelwalmdach
- Kegelbahnstraße 8: barockes Fachwerkhaus, teilweise massiv, bezeichnet 1783 und 1738 (wurde durch einen Brand im Oktober 2024 schwer beschädigt)[14]
- Kegelbahnstraße 10: Dreiseithof; barockes Fachwerkhaus, teilweise massiv, 18. Jahrhundert
- Mittelgasse 1: Hakenhof; Wohnhaus, teilweise Fachwerk, bezeichnet 1584, Fachwerkscheune, bezeichnet 1664

Gemarkung:
- Wasserbehälter, Auf dem Lippenborn: Bossenquader-Typenbau aus Flonheimer Sandstein, Jugendstil, bezeichnet 1905
- sog. Eichlocher Feldkreuz, Auf dem Somborn: spätgotisch; drei Grenzsteine, bezeichnet 1613
- Jüdischer Friedhof (Denkmalzone): neun Grabsteine, bezeichnet zwischen 1868 und 1909

Nicht aufgeführt ist die Rommersheimer Mühle.
Siehe auch: Liste der Kulturdenkmäler in Wörrstadt-Rommersheim

## Wirtschaft und Infrastruktur

### Verkehr
Durch den Ort führt eine Nebenstraße, die Wörrstadt mit Schimsheim verbindet. In der Nähe befinden sich die beiden Bundesstraßen 271 und 420. Die Bundesautobahnen 61 und 63 sind über die Anschlussstellen Gau-Bickelheim bzw. Wörrstadt zu erreichen.

### Öffentliche Einrichtungen
Das Neubornschwimmbad, ein Freibad, befindet sich zwischen Rommersheim und Wörrstadt.